# بلاك أوك (ميزوري)
بلاك أوك أو البلوط الأسود هي منطقة فردية في مقاطعة كالدويل في ولاية ميزوري.

## التاريخ
أسست في أوائل عام 1870، وسميت بهذا الاسم نسبة إلى أشجار بستان البلوط الأسود الموجودة بالقرب من موقع البلدة. فيها مكتب بريد يسمى مكتب بريد بلاك أوك تأسس في عام 1868 وظل في العمل حتى عام 1904.